# Padel
Il padel (dallo spagnolo pádel) è uno sport di derivazione tennistica. Si pratica a coppie in un campo rettangolare e chiuso da pareti su quattro lati, con l'eccezione delle due porte laterali d'ingresso.
Lo sport si pratica con una racchetta dal piatto rigido con cui ci si scambia una pallina uguale a quella da tennis, ma con una pressione interna inferiore, che permette un maggior controllo dei colpi e dei rimbalzi sulle sponde. Non è da confondersi con il pop tennis, di cui è una variante.
Dal 1991 è gestito a livello mondiale dalla "Federazione Internazionale Padel". In Italia è gestito dalla Federazione Italiana Tennis e Padel.

## Storia
Nel 1969, ad Acapulco, in Messico, il messicano Enrique Corcuera, volendo costruire un campo da pop tennis, allora chiamato "paddle tennis", nel cortile della propria abitazione ed essendoci dei muri proprio a ridosso dello spazio disponibile per tracciare il campo, concepì l'idea di considerare i muri come parte integrante del campo di gioco. Corcuera poi regolamentò il nuovo gioco e lo chiamò padel.
Il padel è uno degli sport più popolari in America Latina, specialmente in Argentina dove è lo sport della racchetta più popolare, mentre in Europa la nazione dove ha incontrato più appassionati è la Spagna, con circa 4 milioni e mezzo di praticanti amatoriali, oltre a essere discretamente diffuso anche in Portogallo e Svezia.
In Italia la Federazione Italiana Gioco Padel (F.I.G.P.) fu organizzata nel febbraio del 1991, costituita da alcuni amatori con lo scopo di promuovere lo sport nel territorio italiano. A promuovere la costituzione della federazione furono alcune associazioni sportive di Bologna e dintorni; fin dall’inizio la scelta fu quella di strutturare la F.I.G.P. in accordo con quelli che erano i regolamenti del Comitato Olimpico Nazionale Italiano (C.O.N.I.).

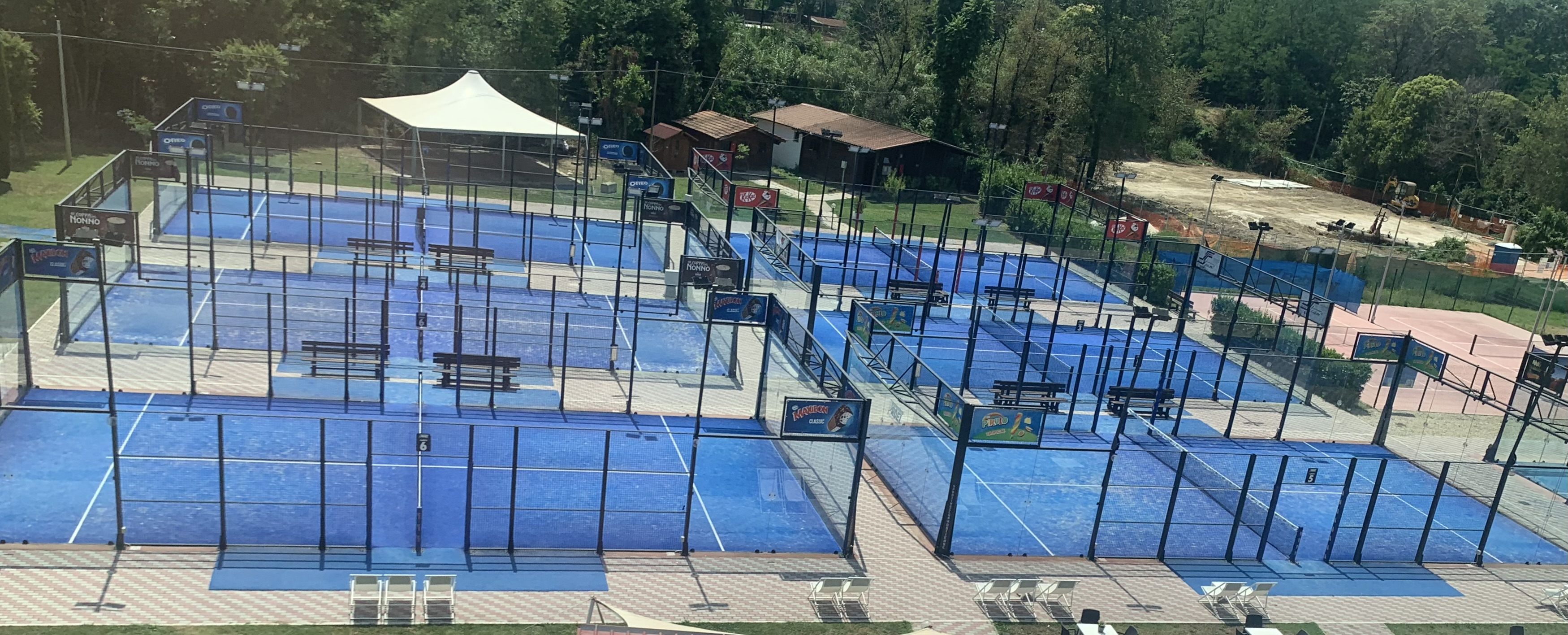
Campi da Padel Club Ostiense, Roma

Il primo centro fu realizzato nel 1991 a Costabissara in provincia di Vicenza. Le nuove strutture si sono poi sviluppate in Emilia-Romagna negli anni 1990 e nei circoli della capitale dal 2013 in poi. Negli anni 2020 ha visto una forte crescita anche in Italia, dove il numero di campi ad aprile 2020 ha superato i 1200. A novembre del 2021 si contano più di 1760 strutture per più di 4.430 campi (di cui 1.270 indoor) mentre a marzo 2022 le strutture della penisola arrivano a un totale di 2053 con ben 5201 campi totali. Tuttora un quarto delle strutture è nel Lazio, ma altre grandi città come Milano, Firenze, Napoli, Torino e Palermo stanno investendo nella costruzione di nuovi campi per il numero sempre crescente di praticanti, stimati in più di 500.000.

## Regolamento
La peculiarità più importante che differenzia il padel dalle altre discipline di derivazione tennistica è il fatto che le pareti delimitanti il fondo campo fanno parte dell'area di gioco, quindi se la palla rimbalza sulle pareti può essere respinta con la racchetta. Per la regola che contempla le pareti valide quando rimbalza la palla, questa specialità è simile alla pallacorda.
Nella quasi totalità dei campi, le pareti sono di vetro per far vedere al pubblico le azioni di gioco. Nel "campo panoramico" i portanti centrali dei vetri posteriori sono sostituiti con ganci molto piccoli per una maggiore visuale.

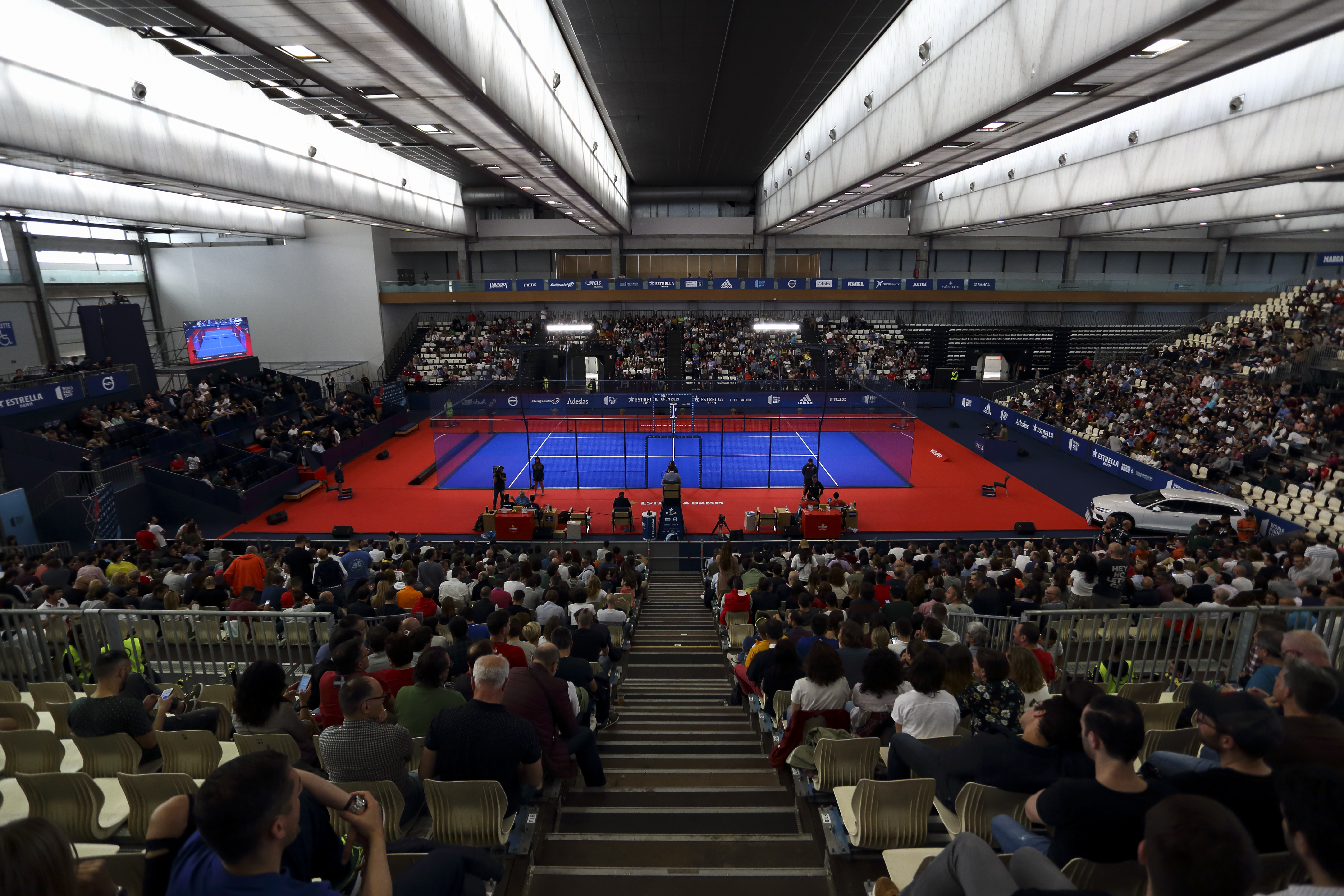
Campo di padel

Il campo è lungo 20 m e largo 10 m, con parete delimitante alta 3 m su gran parte dei lati e 4 m sulla parete di fondo. Le porzioni di parete più a ridosso della rete sono costituite da una griglia metallica che rende imprevedibile il rimbalzo, mentre i restanti pannelli sono generalmente in vetro.
Per iniziare, il punto si batte dietro la propria linea di servizio, da sotto (a differenza del tennis) e facendo rimbalzare la pallina prima per terra. Il servizio deve seguire una traiettoria diagonale verso l'opposta area di battuta dell'avversario, colpendola di dritto o di rovescio. Con l'eccezione della risposta, i giocatori possono colpire la palla prendendola al volo o dopo il primo rimbalzo sul proprio campo; la pallina può colpire qualunque numero di sponde dopo il primo rimbalzo, ma un secondo rimbalzo a terra decreterà il punto per l'avversario, come nel tennis. In virtù di questa regola, ai giocatori è permesso di uscire dall'area di gioco per recuperare la pallina prima che effettui il secondo rimbalzo. Inoltre, i giocatori possono mandare la palla contro la porzione di vetro della parete della propria metà campo affinché la palla passi sopra la rete verso il campo dell'antagonista. Una volta superata la rete, la palla deve sempre rimbalzare prima per terra per essere in gioco, dunque non può toccare al volo la parete delimitante la metà campo dell'avversario, perché in quel caso verrebbe considerata fuori.
La principale forma di gioco professionistica nel circuito World Padel Tour è il doppio maschile, femminile o misto.

## Tattica di gioco
La tattica di gioco consiste sostanzialmente nel conquistare come coppia la posizione a rete, più favorevole per chiudere il punto e nel mantenerla il più a lungo possibile. Per questa ragione tradizionalmente il compagno del battitore si posiziona a rete e, dopo il servizio, chiama ad avanzare anche lo stesso battitore per colpire di volée. Gli avversari a fondo campo solitamente fanno ampio uso di pallonetti (chiamati globo in spagnolo) per scavalcare gli attaccanti e poter conquistare a loro volta la rete. Per questa ragione, si richiede grande pazienza nella costruzione del punto in quanto i rimbalzi sulle pareti danno quasi sempre una seconda chance per chi difende di ribattere la palla, a differenza del tennis dove se si viene superati dalla palla si perde lo scambio. Ai livelli di gioco più elevati non è infrequente veder terminare i punti in maniera spettacolare grazie a smash particolarmente potenti che spediscono la palla al di fuori delle pareti del campo, rendendo complicatissimo il recupero per l'avversario. Un'altra strategia molto efficace consiste nel colpire le volée o gli smash in diagonale corta per far sì che l'imprevedibile rimbalzo sulla grata prenda alla sprovvista gli avversari.
Tradizionalmente, le caratteristiche di gioco dei due componenti variano a seconda del lato normalmente occupato durante il gioco. Il giocatore di destra dovrebbe avere grande tecnica di difensore e presentare maggior costanza nel rendimento per dare continuità agli scambi, mentre quello di sinistra solitamente è il più aggressivo dei due e avrà a disposizione la maggior parte degli smash o delle volée alte. Questo perché, nel caso in cui siano due giocatori destrorsi, quello di sinistra ha lo smash al centro dalla parte del dritto e dunque può colpire in maniera più agevole e potente.

## Varietà di colpi
La maggior parte dei colpi di base del padel sono mutuati dal tennis e sono i fondamentali dritto, rovescio e colpo al volo. Tuttavia esistono variazioni tecnico-tattiche peculiari di questo sport, che li fanno differire sostanzialmente dal tennis, specialmente nei colpi sopra la testa, molto frequenti e vari in quanto nello sviluppo del punto una delle due coppie dovrebbe sempre trovarsi a rete.
Di seguito un elenco non esaustivo dei colpi tipici del padel, che sono definiti con termini in spagnolo poiché questo sport fu inventato in Messico:
- bandeja: un colpo sopra la testa molto usato, anche se di moderna introduzione, che consiste sostanzialmente in una volée alta di dritto in cui la palla acquisisce un backspin o viene colpita piatta e piano in modo da tenere il rimbalzo basso. L'obiettivo generalmente non è tanto quello di chiudere lo scambio, quanto di mantenere la posizione a rete dopo un pallonetto degli avversari, costringendoli a rimanere a fondocampo con una traiettoria tesa ma non troppo violenta, dandosi il tempo per tornare a rete; è un colpo molto usato dai giocatori di destra per dare continuità all'azione e costruire il punto con pazienza;
- vibora: una sorta di schiacciata smorzata più aggressiva della bandeja perché azionato da un movimento a mulinello dell'avambraccio che dà un sidespin insidioso alla pallina; è usato più spesso dai giocatori di sinistra perché l'effetto generato e il rimbalzo su una o due pareti dell'angolo rendono difficoltosa la difesa per gli avversari;
- globo: il pallonetto a padel, molto frequente per innescare la transizione e guadagnare la rete da una situazione di difesa; generalmente dovrebbe essere molto alto e profondo, e laddove non si riesce ad attaccare con un colpo sopra la testa si gioca in uscita da parete (ovvero colpendo la pallina dopo la sponda sul vetro di fondo);
- dejada: assimilabile al dropshot nel tennis, è una palla corta smorzata utilizzata dal giocatore a rete per cogliere alla sprovvista gli avversari che difendono a fondo campo; non è un colpo molto frequente perché piuttosto rischioso se non eseguito alla perfezione;
- chiquita: un'alternativa al pallonetto per mettere in difficoltà i giocatori a rete, solitamente consiste in un colpo meno potente e giocato sui piedi dell'avversario sfruttando l'angolo più lontano; frequente il suo uso in uscita di parete;
- bajada: una bandeja giocata in uscita di parete;
- cuchilla: una vibora giocata in uscita di parete;
- x3 (por tres): una schiacciata molto simile al servizio del tennis, eseguito con la tecnica del kick in cui la palla, dopo aver rimbalzato sul campo avversario e sulla parete di fondo, esce lateralmente dalla parete laterale del campo (alta 3 metri);
- x4 (por cuatro): una schiacciata che rimbalza talmente in alto da scavalcare la parete di fondo, alta 4 metri, quindi esce dal campo, rendendo impossibile qualsiasi tentativo di recupero.

Dal punto di vista dell'esecuzione, la maggior parte dei colpi a padel viene eseguita con un'impugnatura di tipo continental o a martello. Questo perché, contrariamente al tennis dove si vuole imprimere top spin e profondità al colpo, nel padel, a partire dal servizio ai colpi da fondo, si usano colpi quasi sempre piatti o in backspin per generare poco rimbalzo dopo un'eventuale sponda sul vetro di fondo.

## Campionati mondiali

### Edizioni Maschili
| Edizione | Edizione                    | Podio     | Podio     | Podio    |
| Anno     | Organizzatore               | Campione  | Seconda   | Terza    |
| -------- | --------------------------- | --------- | --------- | -------- |
| 1992     | Spagna (Madrid)             | Argentina | Spagna    | Uruguay  |
| 1994     | Argentina (Mendoza)         | Argentina | Spagna    | Uruguay  |
| 1996     | Spagna (Madrid)             | Argentina | Spagna    | Brasile  |
| 1998     | Argentina (Mar del Plata)   | Spagna    | Argentina | Brasile  |
| 2000     | Francia (Tolosa)            | Argentina | Spagna    | Brasile  |
| 2002     | Messico (Città del Messico) | Argentina | Spagna    | Brasile  |
| 2004     | Argentina (Buenos Aires)    | Argentina | Spagna    | Brasile  |
| 2006     | Spagna (Murcia)             | Argentina | Brasile   | Spagna   |
| 2008     | Canada (Calgary)            | Spagna    | Argentina | Brasile  |
| 2010     | Messico (Cancun)            | Spagna    | Argentina | Brasile  |
| 2012     | Messico (Cancun)            | Argentina | Brasile   | Paraguay |
| 2014     | Spagna (Palma di Maiorca)   | Argentina | Spagna    | Paraguay |
| 2016     | Portogallo (Cascais)        | Argentina | Spagna    | Brasile  |
| 2021     | Qatar (Doha)                | Spagna    | Argentina | Brasile  |
| 2022     | Emirati Arabi Uniti (Dubai) | Argentina | Spagna    | Francia  |

### Medagliere
| Pos. | Squadra   | 1º posto | 2º posto | 3º posto | Totale |
| ---- | --------- | -------- | -------- | -------- | ------ |
| 1    | Argentina | 11       | 4        | -        | 15     |
| 2    | Spagna    | 4        | 9        | 1        | 14     |
| 3    | Brasile   | -        | 2        | 9        | 11     |
| 4    | Uruguay   | -        | -        | 2        | 2      |
| 4    | Paraguay  | -        | -        | 2        | 2      |
| 5    | Francia   | -        | -        | 1        | 1      |

Il giocatore che detiene il primato assoluto di permanenza al numero uno in classifica mondiale del World Padel Tour, oltre 16 anni consecutivi, considerando uomini e donne, è l'argentino Fernando Belasteguín: inoltre Belasteguín, soprannominato Bela, ha vinto sei titoli mondiali.

### Edizioni Femminili
| Edizione | Edizione                    | Podio     | Podio     | Podio      |
| Anno     | Organizzatore               | Campione  | Seconda   | Terza      |
| -------- | --------------------------- | --------- | --------- | ---------- |
| 1992     | Spagna (Madrid)             | Argentina | Spagna    | Uruguay    |
| 1994     | Argentina (Mendoza)         | Argentina | Spagna    | Uruguay    |
| 1996     | Spagna (Madrid)             | Argentina | Spagna    | Uruguay    |
| 1998     | Argentina (Mar del Plata)   | Spagna    | Argentina | Uruguay    |
| 2000     | Francia (Tolosa)            | Spagna    | Argentina | Brasile    |
| 2002     | Messico (Città del Messico) | Argentina | Spagna    | Messico    |
| 2004     | Argentina (Buenos Aires)    | Argentina | Spagna    | Brasile    |
| 2006     | Spagna (Murcia)             | Argentina | Spagna    | Brasile    |
| 2008     | Canada (Calgary)            | Argentina | Spagna    | Brasile    |
| 2010     | Messico (Cancun)            | Spagna    | Argentina | Brasile    |
| 2012     | Messico (Cancun)            | Argentina | Brasile   | Francia    |
| 2014     | Spagna (Palma di Maiorca)   | Spagna    | Argentina | Portogallo |
| 2016     | Portogallo (Cascais)        | Spagna    | Argentina | Brasile    |
| 2018     | Paraguay (Asunción)         | Spagna    | Argentina |            |
| 2021     | Qatar (Doha)                | Spagna    | Argentina | Italia     |
| 2022     | Emirati Arabi Uniti (Dubai) | Spagna    | Argentina | Italia     |

### Medagliere
| Pos. | Squadra    | 1º posto | 2º posto | 3º posto | Totale |
| ---- | ---------- | -------- | -------- | -------- | ------ |
| 1    | Argentina  | 8        | 8        | -        | 16     |
| 2    | Spagna     | 8        | 7        | -        | 15     |
| 3    | Brasile    | -        | 1        | 6        | 7      |
| 4    | Uruguay    | -        | -        | 4        | 4      |
| 5    | Italia     | -        | -        | 2        | 2      |
| 6    | Francia    | -        | -        | 1        | 1      |
| 6    | Messico    | -        | -        | 1        | 1      |
| 6    | Portogallo | -        | -        | 1        | 1      |

## Abbigliamento
Nel padel l’abbigliamento regolamentare indossato dai giocatori durante una partita è composto da maglietta, pantaloncini e calzini.
Il codice di condotta delle regole del padel, fissate dalla Federazione Internazionale del Padel e adottate in Italia dalla Federazione Italiana Tennis e Padel (FITP), specifica per quanto riguarda l’abbigliamento di gara che:
1. Il giocatore deve presentarsi a giocare con abbigliamento e calzature sportive appropriati, non essendo permesso l’uso di magliette senza maniche o di costumi da bagno. In caso contrario, il giocatore avvertito deve sostituirlo con un abbigliamento regolamentare oppure è squalificato.
2. Nelle gare a squadre, si raccomanda che i giocatori indossino un abbigliamento identico, anche se ciò non è obbligatorio.
3. I giocatori possono usare le calzature, i vestiti e le racchette che desiderano, purché siano regolamentari. È obbligatorio che la racchetta abbia, attaccato alla base del manico, il cordoncino che consente al giocatore di non perderla (con il rischio di colpire l'avversario) durante il gioco.

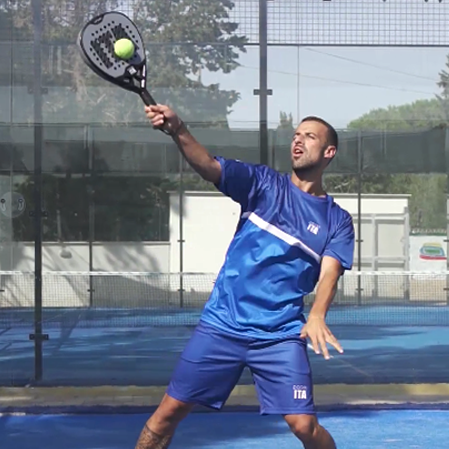
Giocatore di padel in azione con abbigliamento regolamentare.

La stragrande maggioranza dei giocatori indossa magliette con maniche corte anche durante le gare ufficiali: questa usanza è comune sia tra gli uomini che tra le donne, visto che queste ultime sono solite indossare canotte sportive.
In generale, per essere distinti, i giocatori professionisti hanno il loro nome stampato sulla maglietta, accompagnato spesso dalla bandiera della nazione di origine ed eventualmente anche dai loghi dei marchi di aziende che li supportano finanziandoli per contratti commerciali, come avviene in tutti gli sport a livello professionistico.
I giocatori indossano un pantaloncino con tasche laterali, per poter riporre una palla utile per l’eventuale seconda battuta.
Le giocatrici indossano una gonna corta con pantaloncino sottostante, utilizzando quest'ultimo per alloggiare la seconda palla a disposizione per il servizio.
Il calzino da tennis, calza corta sotto il polpaccio, completa la divisa dei giocatori di padel.